# Aberasturi
Aberasturi är en ort i Spanien.   Den ligger i provinsen Araba / Álava och regionen Baskien, i den norra delen av landet, 280 km norr om huvudstaden Madrid. Aberasturi ligger 570 meter över havet och antalet invånare är 143.
Terrängen runt Aberasturi är kuperad söderut, men norrut är den platt. Runt Aberasturi är det mycket glesbefolkat, med 4 invånare per kvadratkilometer. Närmaste större samhälle är Vitoria, 6,8 km väster om Aberasturi. Omgivningarna runt Aberasturi är en mosaik av jordbruksmark och naturlig växtlighet.